# 400 West Market
400 West Market é um arranha-céu no centro de Louisville, Kentucky. O edifício de 35 andares e 167 metros de altura foi projetado pelo arquiteto John Burgee com Philip Johnson. Foi o prédio mais alto do Kentucky quando foi construído por US$ 100 milhões em 1991. Sua construção ocorreu em julho de 1991, com ocupação inicial em outubro de 1992 e ocupação final em abril de 1993. Originalmente chamado Capital Holding Building e, mais tarde, Capital Holding Center, a estrutura foi posteriormente renomeada para Providian Center e depois para AEGON Center, já que o negócio foi renomeado e vendido. A AEGON deixou o edifício em 2010, e o edifício foi renomeado para 400 West Market em 2014.
Atualmente, é o edifício mais alto do estado de Kentucky, o edifício é construído em concreto armado, ao contrário da construção em aço usual para edifícios de sua altura. Uma característica distintiva do edifício são os 24 metros de cúpula românica que reflete o nome original do edifício, Capital Holding, que é iluminada do interior à noite. Os andares superiores do edifício também são iluminados à noite. A iluminação do 400 West Market é alterada do branco usual para uma combinação de vermelho e verde do Dia de Ação de Graças até o Dia de Ano Novo.
O arranha-céu tem 633.650 pés quadrados (58.868 m²) de espaço locável para escritórios e 18.787 pés quadrados (1.745 m²) para varejo.
O proprietário original da 400 West Market era uma sociedade limitada que consistia na Hines Interest, como sócio geral, e sócios limitados japoneses. Em abril de 2004, o grupo de investimentos de David Werner comprou o edifício.
Há uma estátua na praça do 400 West Market do cavalo Alysheba, vencedor do Kentucky Derby de 1987 e nomeado para o Racing Hall of Fame dos Estados Unidos em 1993.